# NGC 7186
NGC 7186 é um asterismo na direção da constelação de Pegasus. O objeto foi descoberto pelo astrônomo William Herschel em 1784, usando um telescópio refletor com abertura de 18,6 polegadas. 